# Chandrakanta
Chandrakanta, in lingua hindi चन्द्रकान्ता (Distretto di Srinagar, 3 settembre 1938), è una scrittrice indiana.
È autrice di molti racconti e romanzi scritti in lingua Hindi, tra cui il poema epico कथा सतीसर Katha Satisar.

## Opere
- Ailan Gali Zinda Hai
- Apne Apne Konark
- Badalte Haalat Mein
- O Sonkisri
- Arthantar

## Premi e riconoscimenti
- Jammu Kashmir Cultural Academy: Premio miglior libro:
  - Arthantar (1982)
  - Ailan Galli Zinda Hai (1986)
  - O Son Kisri (1994)
  - Katha Satisar (2005)
- Haryana Sahitya Academy:
  - Apne Apne Konark (1997)
  - Abbu Ne Kaha Tha (2005)
- Ministero dello sviluppo e delle risorse umane, Governo Indiano:
  - Baki Sab Khairiyat Hai (1983)
  - Poshnool Ki Wapasi (1989)
  - Badalte Haalat Mein (2003 – 2004)
- Hindi Academy, Delhi:
  - Katha Satisar (2002)
- Vyas Samman, K. K. Birla foundation, Delhi:
  - Katha Satisar, Novel (2005)
- Chandrawati Shukla Puraskar, Varanasi:
  - Katha Satisar, Novel (2005)
- Kalpana Chawla Premio speciale per la letteratura Hindi (2005)
- Richa Samman, Delhi per la letteratura Hindi (2006)